# 拜耳莱定律
拜耳莱定律（英語：Byerlee's law），是描述地壳发生地质断层裂纹所产生的切应力和正向应力(normal stress)之间关系的函數：
{\displaystyle \tau =S_{0}+\mu (\sigma _{n}-P_{f})}
其中：{\displaystyle \tau }是切应力；{\displaystyle \sigma _{n}}是正向应力；S是材料的凝聚或内强度；P是岩石内的孔隙流动压力，在小范围内，它是一常数，而使岩石性能减弱。
拜耳莱定律是由美国地球物理学家詹姆斯·拜耳莱用实验数据解决莫尔-库仑断裂标准而求得的实验物理定律。拜耳莱发现，地壳上部，正向应力高达200MPa时，切应力可简化为：
{\displaystyle \tau =0.85\sigma _{n}}
而正向应力超过200MPa时，
{\displaystyle \tau =50+0.6\sigma _{n}}
此二式的切应力单位都是MPa。地壳并不是均匀的材料，而是含有许多岩石。因而材料常数会因局域而改变。
虽然拜尔莱定律的形式简单，但它对所有情况都几乎是足够好的近似。当上层地壳的压力和温度（大过400度c）超过普通情况时，拜耳莱定律的准确性就会变差。